# Papier Ingres
Le papier Ingres est un type de papier à dessin. Il s’agit d’un papier couché de grammage léger à moyen, qui n’est pas aussi fort et durable que le papier bristol. La finition vergée fait référence à l'empreinte du motif de tamis régulier du moule d'un papetier. L'Ingres n'est pas nécessairement un papier fait main, mais est produit pour reproduire les propriétés du papier vergé. L'Ingres est souvent utilisé pour le dessin au fusain et au pastel. Il est également utilisé comme page de garde en reliure.
Le développement du papier Ingres pour le dessin est attribué à l'artiste néoclassique français Jean-Auguste-Dominique Ingres (1780-1867). Bien que les papiers Ingres modernes différent de ceux utilisés par l'artiste, l'important est que le motif soit un maillage vergé. L'effet vergé crée un grain fin de lignes serrées d'un côté et une surface marbrée de l'autre. La texture permet au papier de faire adhérer le fusain facilement et uniformément. Le papier Ingres est apprécié dans les arts du livre pour son apparence ancienne et son pH neutre.
Canson, Hahnemühle (parfois appelée « Ingres allemands ») et Fabriano comptent parmi les fabricants les plus notables. Le papier Ingres a une forte teneur en chiffon (environ 65 %) avec addition de gélatine. Il est disponible dans différentes couleurs.